# Rivolta della Gancia
La rivolta della Gancia è un episodio del Risorgimento italiano avvenuto a Palermo, che si colloca nell'ambito dei moti che interessarono la Sicilia nel 1860, prima della spedizione dei Mille.

## Storia

### Le cause scatenanti
Già il 3 aprile 1860, le colline del distretto di Palermo furono scenario di un primo episodio rivoluzionario. A Boccadifalco, infatti, sulle alture del versante che affaccia sulla valle di Baida, alcune bande armate fronteggiarono due compagnie del 9º battaglione Cacciatori del Real Esercito delle Due Sicilie agli ordini del capitano Simonetti. Dopo non poca resistenza, i rivoltosi furono sconfitti e dispersi.
La fiamma della rivolta, però, si accese in città, a Palermo, il 4 aprile, con un nuovo episodio rivoluzionario, anch'esso subito represso, che ebbe tra i protagonisti, sul campo, Francesco Riso e, lontano dalla scena, Francesco Crispi, che coordinò l'azione dei rivoltosi da Genova.

### Lo svolgimento

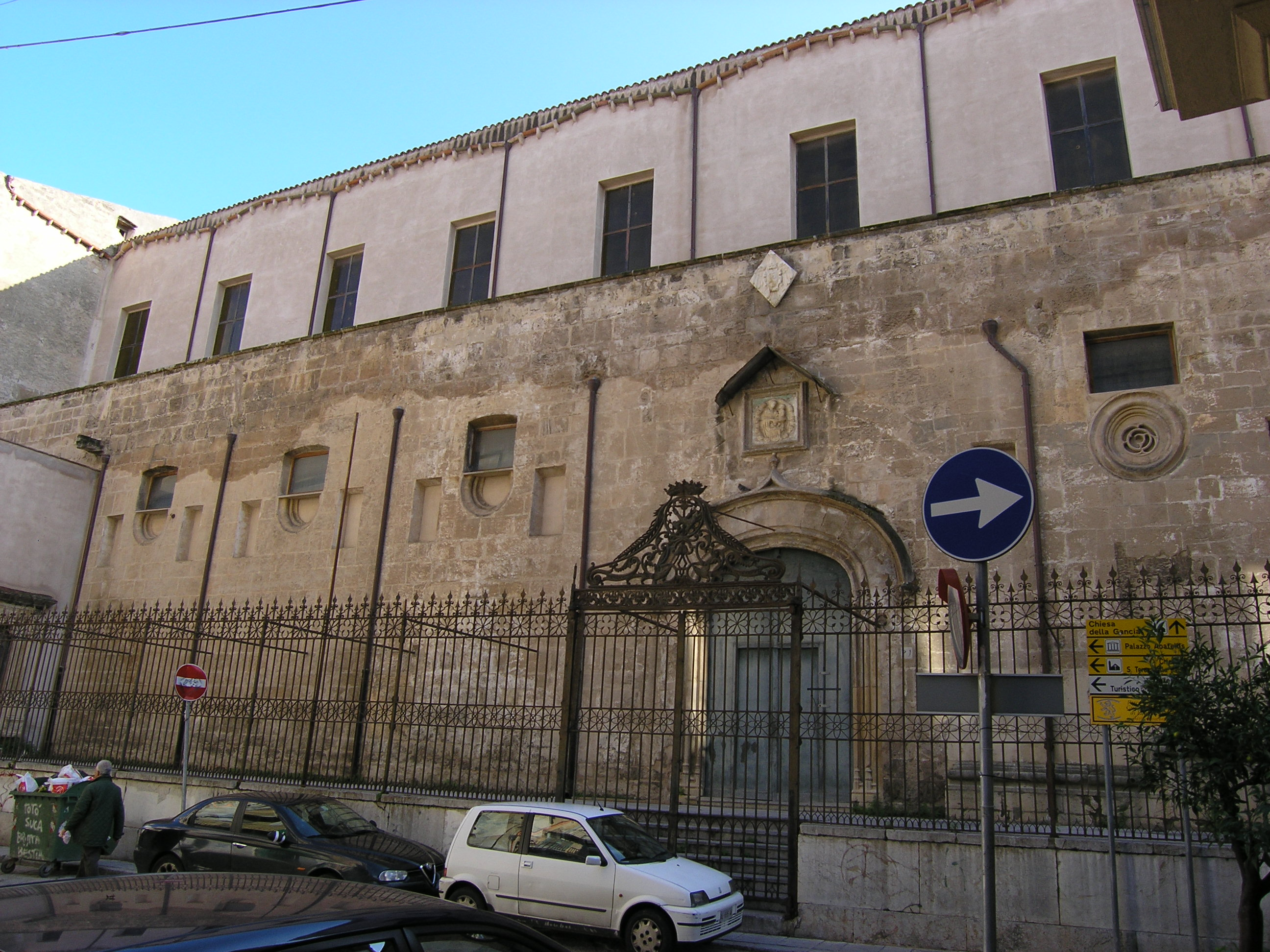
Il convento della Gancia

Quale centro delle operazioni fu scelto un convento di frati minori Osservanti, il Convento della Gancia, dove Riso aveva cominciato, con l'appoggio dei religiosi, ad ammassare armi e munizioni da qualche tempo. Nella notte tra il 3 e il 4 aprile i rivoltosi, una sessantina circa, si introdussero nel convento, dove attesero il mattino per dare inizio all'insurrezione. Alle 5, infatti, il suono a stormo delle campane della chiesa, che avrebbe dovuto fungere da segnale anche per i gruppi armati appostati sulle montagne, diede avvio ai primi colpi d'arma da fuoco. Il capo della polizia di Palermo, Salvatore Maniscalco, non si fece però trovare impreparato: informato il giorno prima da uno dei frati, Michele da Sant'Antonino, aveva fatto appostare i militari borbonici del 6º Reggimento di linea nei pressi del convento. I soldati penetrarono nel convento soffocando sul nascere l'insurrezione: tra i rivoltosi si contarono 20 vittime, tra cui un frate. Francesco Riso, ferito, morì in ospedale. Altri 13 uomini furono tratti in arresto.
Si salvarono due patrioti: Gaspare Bivona e Francesco Patti, i quali trovandosi nel convento si nascosero sotto i cadaveri e riuscirono quindi a fuggire tramite un foro praticato sul muro esterno (da allora chiamato buca della salvezza) e grazie all'aiuto di alcune popolane che inscenarono un finto litigio per distrarre le truppe borboniche.
Nei giorni successivi, in città, si fecero preoccupanti le avvisaglie di una nuova sollevazione e ciò contribuì a rendere esemplare la sentenza per i rivoltosi della Gancia: furono tutti fucilati senza processo, il 14 aprile 1860, come monito.

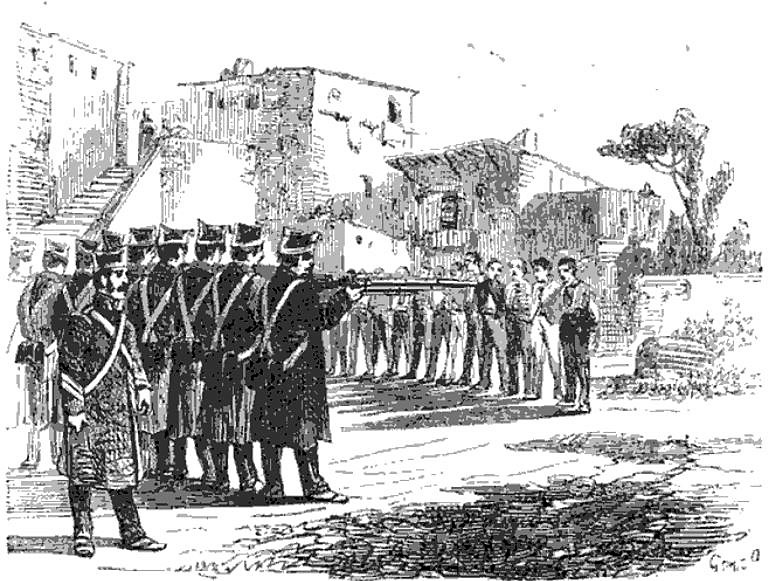
Fucilazione della Gancia, da

I tredici sventurati furono condotti dal Castello a Mare, dove erano tenuti prigionieri, a pochi passi da lì, presso un bastione della porta S.Giorgio (per dare un'idea, tra la chiesa di S. Giorgio dei Genovesi e l'attuale Piazza XIII Vittime).
I condannati vennero condotti con un velo nero sul viso, scortati dai soldati borbonici e da tredici "accompagnatori" che li sorreggevano, presi a caso tra la gente per strada. Poi, giunti al luogo dell'esecuzione, furono fatti inginocchiare, e davanti a loro stavano tre file di soldati, composte ognuna da tredici unità. Nessuno dei condannati versò lacrime...
Al segnale di far fuoco, la prima fila sparò e si ritrasse. Poi fu la volta della seconda fila a sparare. Incredibilmente, uno dei condannati, Sebastiano Camarrone, era ancora illeso dopo due raffiche, cosa che secondo le allora leggi di guerra, gli doveva garantire salva la vita. Ma non fu così. Avvicinatisi a lui, gli ufficiali borbonici, gli strapparono dal collo un crocifisso e un sacchettino con oggetti religiosi che teneva al collo, poi diedero l'ordine di sparare anche alla terza fila, che ultimò l'eccidio...
Da lontano, una folla di gente, probabilmente parenti dei giustiziati, urlava, ma non fu fatta avvicinare al luogo della strage. A causa dei proiettili ricoperti di cera, si sprigionarono delle fiamme che potevano ardere i corpi già defunti dei tredici, e allora vennero fatte avvicinare alcune donne con dei secchi d'acqua per spegnere il fuoco che rischiava di espandersi.
Per i cadaveri erano state preparate quattro casse di legno, dove vennero ammassati a tre a tre i corpi, ma nell'ultima dovettero introdurne quattro, per il numero dispari dei caduti. Infilato a forza anche l'ultimo corpo, col sangue che cadeva giù dai carretti dove furono caricate le casse coi tredici cadaveri, alle truppe napoletane fu ordinato di evitare il seppellimento a S. Spirito, in quanto per raggiungere quel cimitero, il corteo avrebbe dovuto attraversare in pratica tutta la città, col rischio di disordini. Si decise allora di dare sepoltura ai tredici martiri al cimitero dei Rotoli, dove furono gettati in un carnaio comune.

### Le altre insurrezioni
Nonostante tutto, l'episodio della Gancia diede il via a una serie di manifestazioni e insurrezioni che interessarono in particolar modo l'entroterra siciliano. Una manifestazione ci fu pure nella stessa capitale borbonica, a Napoli.

#### Lo scontro di Carini

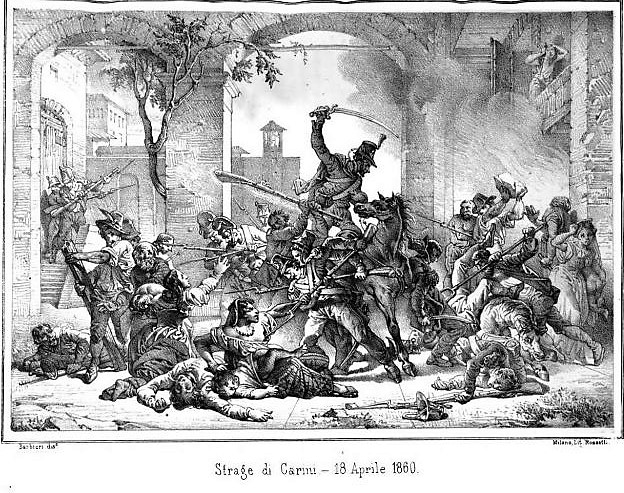
Riconquista di Carini 18-04-1860

Le bande ribelli si rifugiarono nelle campagne e quindi confluirono verso Carini, che diventò un punto centrale di rivolta contro i Borbone e si tenne in continuo contatto con i focolai del movimento di Palermo. Più di 400 uomini partirono per Palermo, dove nella mattinata del 4 si scontrarono con le forze borboniche a Porta Carini. Lo scontro fallì ma i rivoltosi non si arrestarono e stabilirono un punto di riunione per tutti a Carini, dove concorsero un paio di migliaia di uomini dei paesi circostanti; il 18 aprile tuttavia furono sconfitti da oltre duemila soldati borbonici, guidati dai generali Cataldo e Gutenberg. 

#### A Piana
I patrioti superstiti si ritirarono il 20 aprile a Piana dei Greci dove furono raggiunti da Giovanni Corrao e Rosolino Pilo.
Pure il Pascoli scrisse che a Carini era successa una “strage mostruosa”. Il movimento fu presto spento nel sangue per il momento, ma Carini rimase il centro dei rivoltosi con Rosolino Pilo che coordinava le operazioni.
L'11 maggio Garibaldi sbarcò a Marsala ed il 18 maggio Rosolino Pilo parlò in piazza alla folla. Alcuni giorni dopo il generale, accompagnato da Francesco Crispi, rese omaggio a Carini e i suoi caduti. Esistono ancora le lapidi poste sui muri di quei balconi da dove Garibaldi parlò ai carinesi.

### Eventi successivi
Erano arrivati a circa 1 000 volontari, quando il 12 maggio giunse la notizia dello sbarco a Marsala di Giuseppe Garibaldi ed il 17 vennero a sapere della vittoria a Calatafimi. Presero contatto con Garibaldi e concertarono un attacco contro i borbonici a San Martino delle Scale presso il Monte delle Neviere, dove cadde in combattimento Rosolino Pilo. Attaccarono quindi Palermo, che era insorta, dal lato opposto a quello dei garibaldini, entrando con Giovanni Corrao in città il 28 maggio e contribuendo così all'accerchiamento dei borbonici e mettendosi agli ordini di Garibaldi.

## Le vittime
Tredici furono le vittime della fucilazione avvenuta a Palermo presso l'attuale Piazza XIII Vittime (14 aprile 1860):
- Andrea Cuffaro (anni 63)
- Giovanni Riso (anni 58)
- Pietro Vassallo (anni 40)
- Cono Cangeri (anni 34)
- Nicolò Di Lorenzo (anni 32)
- Domenico Cucinotta (anni 31)
- Sebastiano Camarrone (anni 30)
- Liborio Vallone (anni 30)
- Giuseppe Teresi (anni 28)
- Calogero Villamanca (anni 24)
- Francesco Ventimiglia (anni 18)
- Michele Fanara (anni 15)
- Gaetano Calandra (anni 34)